# 青原站
青原站（日语：／ Aohara eki */?）是一個位於島根縣鹿足郡津和野町冨田、屬於西日本旅客鐵道（JR西日本）山口線的鐵路車站。

## 車站結構
對向式月台2面2線，設有交會設備的地面車站。位於傾斜面上，月台位於盛土上。山口地域鐵道部管理的無人站，因此不設站舍。

### 月台配置
| 月台   | 路線    | 方向 | 目的地           |
| ------ | ------- | ---- | ---------------- |
| 入口側 | ■山口線 | 下行 | 益田方向         |
| 對側   | ■山口線 | 上行 | 津和野、山口方向 |

## 相鄰車站
西日本旅客鐵道
■山口線
日原－青原－東青原